# Montigny-le-Franc
Montigny-le-Franc – miejscowość i gmina we Francji, w regionie Hauts-de-France, w departamencie Aisne.
Według danych na styczeń 2014 roku gminę zamieszkiwało 160 osób, a gęstość zaludnienia wynosiła 16,2 osób/km².